# Кафедральный квартал (Дерби)

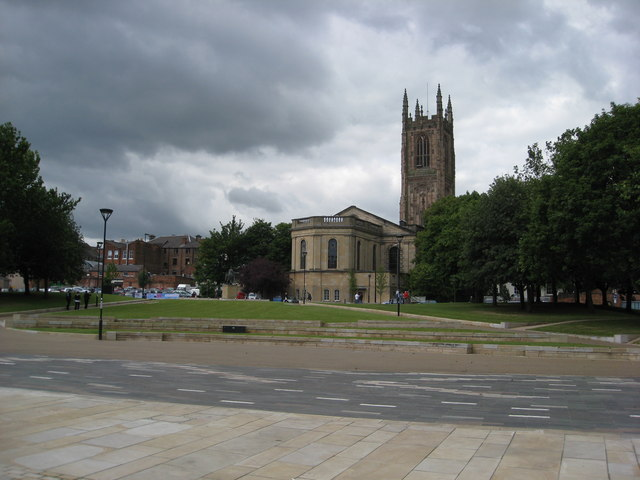
Собор всех святых в Кафедральном квартале

Кафедральный квартал (англ. Cathedral Quarter) — один из пяти кварталов в центре Дерби, расположенный рядом с Собором Всех Святых. На севере и западе ограничен проездом святого Олкмунда (St Alkmund’s Way) и Форд-стрит (Ford Street), с востока — рекой Дервент, и Альберт-стрит (Albert Street), Виктория-стрит (Victoria Street), Уордвик (Wardwick) и Фриаргейт (Friargate) с юга.
Это торговый, деловой и культурный квартал со множеством художественных галерей и туристических мест. Среди них — Музей и художественная галерея Дерби, Центральная библиотека Дерби, Библиотека местных студий (Derby Local Studies Library), «Шёлковая фабрика», ратуша, туристический информационный центр, Собор всех святых и так далее. С «шёлковой фабрики» начинается комплекс фабрик из списка Всемирного наследия Великобритании.